# Romola
A Romola a Romulusz férfinév olasz  női párja.

## Gyakorisága
Az 1990-es években szórványos név, a 2000-es években nem szerepel a 100 leggyakoribb női név között.

## Névnapok
- július 6.[2]
- július 23.[2]

## Híres Romolák
- Pulszky Romola író, táncos; Vaclav Nyizsinszkij felesége.
- Romola Garai angol színésznő